# Barrowford
Barrowford är en ort och civil parish i Storbritannien.   Den ligger i grevskapet Lancashire och riksdelen England, i den centrala delen av landet, 290 km nordväst om huvudstaden London. Barrowford ligger 117 meter över havet och antalet invånare är 5 378.
Terrängen runt Barrowford är kuperad åt nordost, men åt sydväst är den platt. Barrowford ligger nere i en dal.Runt Barrowford är det tätbefolkat, med 591 invånare per kvadratkilometer. Närmaste större samhälle är Nelson, 1,9 km sydost om Barrowford. Trakten runt Barrowford består i huvudsak av gräsmarker.